# الحراک

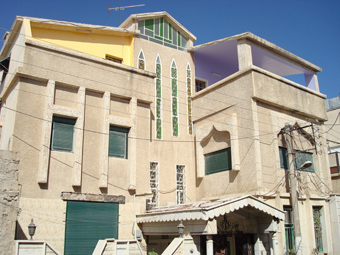
خانه ای در منطقه ی الحراک

الحراک (به عربی: الحراک) یک منطقهٔ مسکونی در سوریه است که در استان درعا واقع شده‌است.

## خصوصیات
الحراک ۲۰٬۷۶۰ نفر جمعیت دارد.